# Герцогштанд
Герцогштанд (нім. Herzogstand, стоянка герцога) — гора в баварських Альпах заввишки 1731 м над рівнем моря на північний-захід від озера Вальхен. Належить до території муніципалітету Кохель-ам-Зее і утворює з сусіднім Гаймґартеном хребет, що знаходиться вище Естерських гір зі спуском на північ у баварське передгір'я .
Під час Вюрмського зледеніння Герцогштанд був так званим нунатаком, тобто горою, пік якої виглядав на близько 330 м із льодового потоку. Кессельберг, поміж Герцогштандом та Йохбергом, був альпійськими воротами. Тут проходив рукав льодовика Ізар-Лоізах, який, в свою чергу, був притоком льодовика Інн на висоті близько 1400 м над рівнем моря.

## Історія
Герцогштанд отримав свою назву в 1535 році на честь герцогів Баварії Вільгельма IV і Людовика X. Не пізніше 1865 року на вершині з'явилася альтанка.

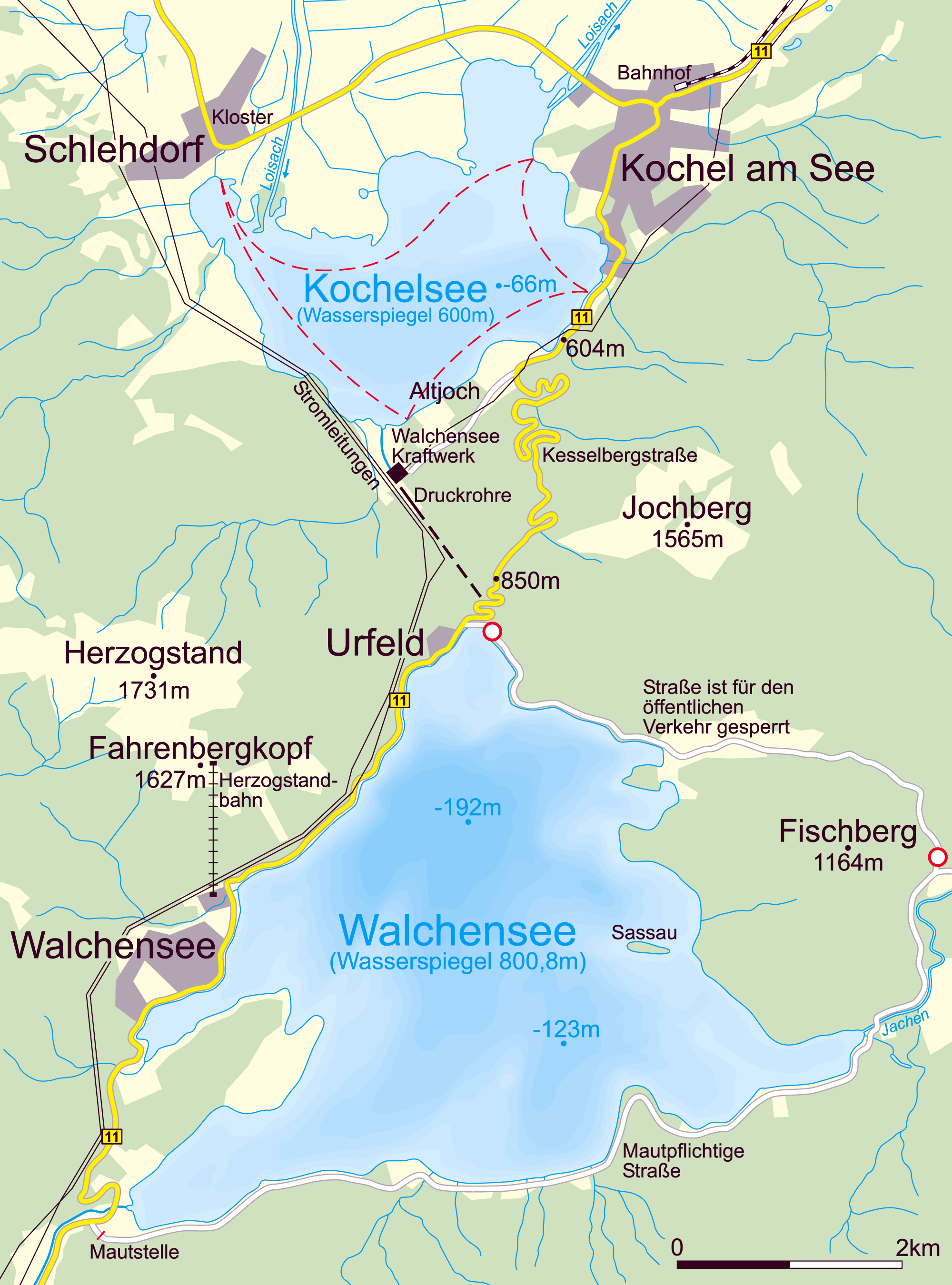
Вахельзее і Кохельзее

Віттельсбахи в 1857 році облаштували нижче нинішнього ресторану Герцогштандхаус мисливський будинок. Король Людвіг II в 1865 році розпорядився побудувати так званий Королівський будинок. Канатна дорога Herzogstandbahn після ремонту в 1994 році веде до вершини висоті 1627 м. Трохи нижче на висоті 1575 м знаходиться відбудований після пожежі 1992 року ресторан Герцогштандхаус. На північний звідси і на південь від вершини Герцогштанд знаходиться гора Мартінскопф (1675 м).
Герцогштанд є однією з найвідоміших Мюнхенських місцевих гір і завдяки канатній дорозі отримує багато відвідувачів в будь-яку пору року.

## Передавач на вершині
Герцогштанд використовувався для радіо вже з 1920 р. З 1920 по 1934 рр на вершині була облаштована довгохвильова передавальна антена, що належала місцевій радіостанції. Сьогодні за 900 м на південний схід на горі Фаренбергкопф (1627 м) знаходиться передавач.

## Туристичні маршрути
Найкоротший підйом (AV-Weg 446) веде від півдня станції канатної дороги у Вальхензеє до ресторану Герцогштандхаус і далі до вершини (2.5 години). Зі сходу від проходу Кессельберг веде так званий їздовий шлях (також 2,5 години). Набагато довше і рідше здійснюється сходження з півночі від Кохельзеє. Піднятися на вершину Герцогштанда можна також із заходу через гряду Гаймґартену (1790 м). Ця популярна прогулянка характеризується тим, що відкривається вид одночасно на Кохельзеє і Вальхензеє, на Мюнхенську рівнину і на високі гори.

## Галерея

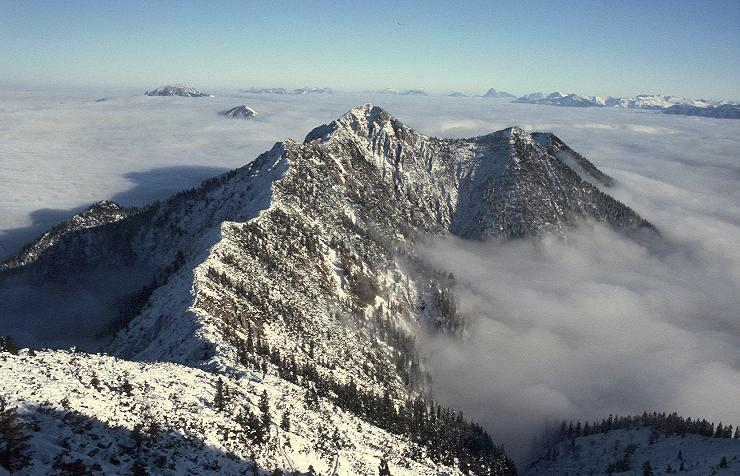
Вид з Гаймґартена по хребту на Герцогштанд
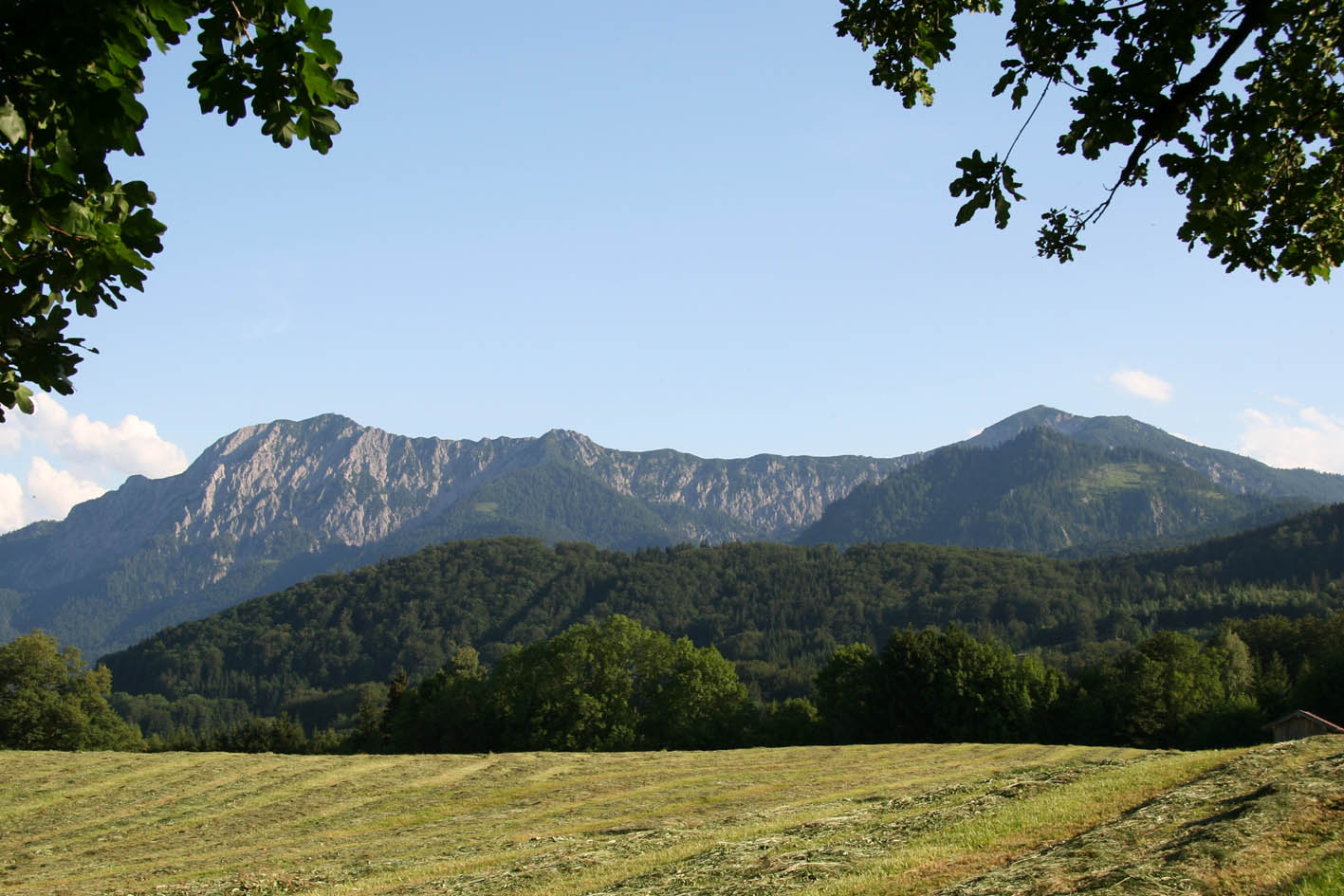
Вид з Гросвайля на Херцогштанд і Гаймґартен
Вид на ФарербергкопфВид на Фарербергкопф
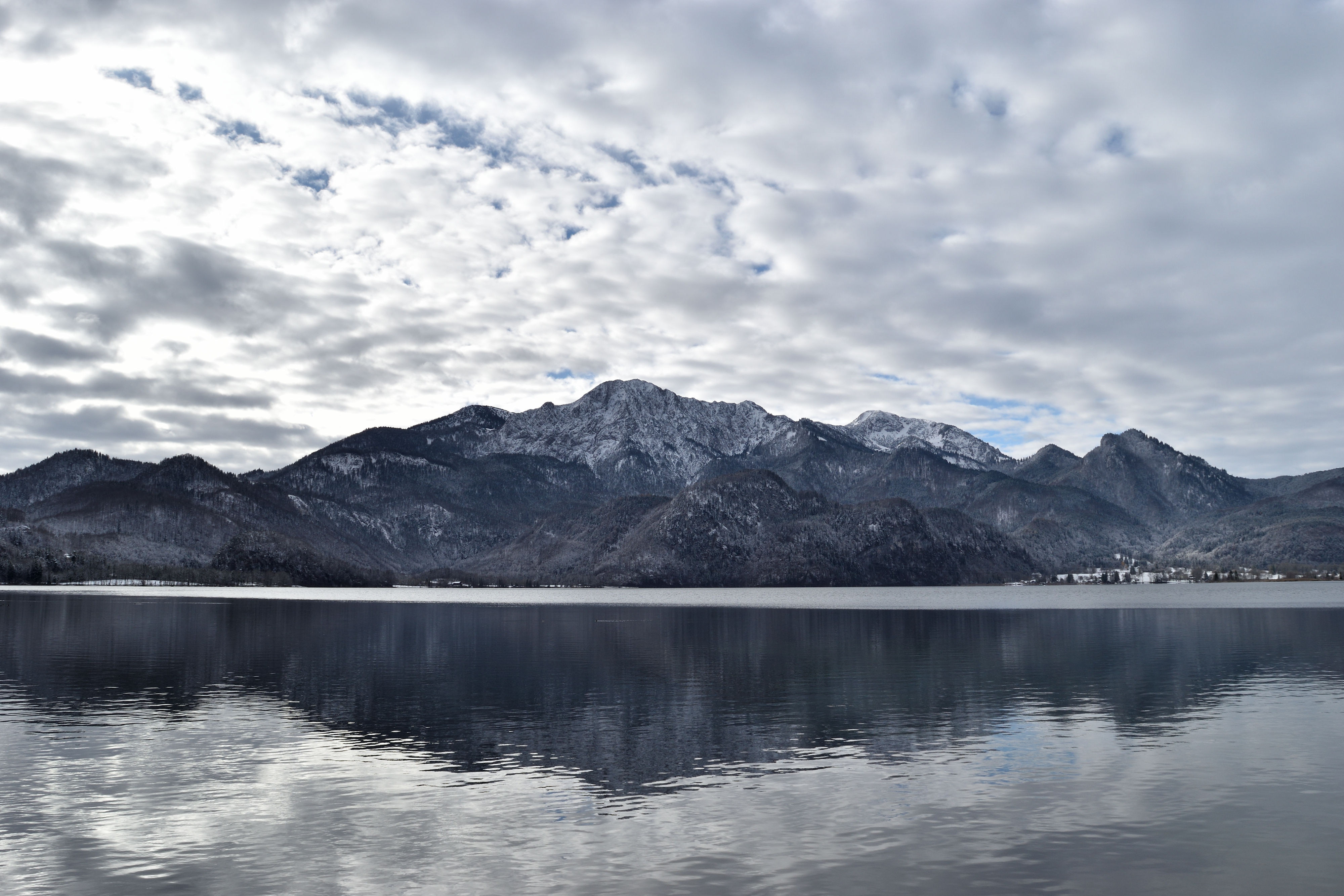
Вид на Кохельзее та Герцогштанд
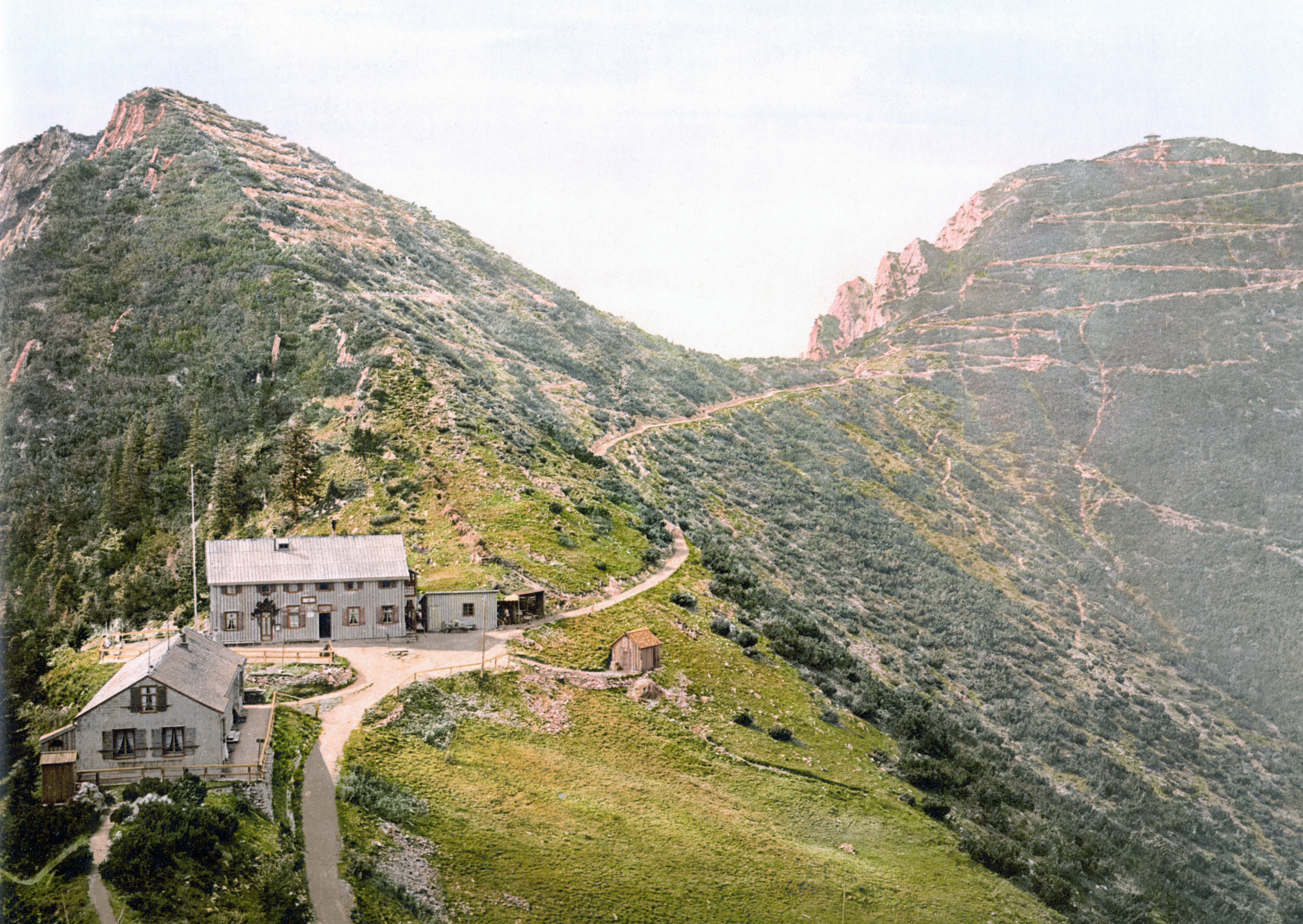
Герцогський маєток близько 1900 року